# Charles Pasley
Ne pas confondre avec son fils Charles Pasley (en) (1824-1890), également ingénieur militaire.
Charles William Pasley, né le 8 septembre 1780 à Eskdale Muir, dans le Dumfriesshire et mort le 19 avril 1861 à Londres, est un soldat et ingénieur militaire britannique.

## Biographie
Charles William Pasley naît le 8 septembre 1780 à Eskdale Muir, dans le Dumfriesshire.
En 1796, il entre à l'Académie royale militaire de Woolwich ; un an plus tard, il obtient son brevet dans l'Artillerie royale et, en 1798, il est transféré au Génie royal. Il participe à la défense de Gaète, à la bataille de Maida et au siège de Copenhague. En 1807, alors capitaine, il se rend dans la péninsule ibérique, où sa connaissance de l'espagnol lui vaut d'être engagé dans l'état-major de Sir David Baird et Sir John Moore. Il prend part à la retraite de La Corogne et à l'expédition de Walcheren, et est gravement blessé alors qu'il menait vaillamment un groupe d'assaut à Flessingue. Pendant sa longue convalescence, il se consacre à l'apprentissage de l'allemand. Il ne reprend plus le service actif, consacrant le reste de sa vie à la création d'une science complète du génie militaire et à l'organisation et à la formation approfondie du corps des Royal Engineers. Il connaît un tel succès que, bien qu'il ne fût que capitaine, il est autorisé à exercer pendant deux ans les fonctions de commandant des Royal Engineers à Plymouth et reçoit une subvention spéciale. Les événements de la guerre d'Espagne ayant mis en évidence la nécessité de disposer d'un corps d'ingénieurs parfaitement formé, les opinions de Pasley sont adoptées par le ministère de la Guerre, et il est lui-même placé à la tête de la nouvelle école d'ingénierie militaire de Woolwich. C'est en 1812, et Pasley est en même temps nommé major breveté. Il devient lieutenant-colonel breveté en 1813 et lieutenant-colonel effectif en 1814. Le premier volume de son ouvrage Military Instruction paraît en 1814 et contient un cours de géométrie pratique qu'il a élaboré pour sa compagnie à Plymouth. Deux autres volumes qui complètent l'ouvrage, paraissent en 1817 et traitent de la science et de la pratique de la fortification, cette dernière comprend des règles de construction. Il publie un ouvrage sur l'architecture pratique et rédige un important traité sur les opérations pratiques d'un siège (1829-1832), qui est traduit en français en 1847. Il devient colonel breveté en 1830 et colonel titulaire en 1831. De 1831 à 1834, il consacre son temps libre à la normalisation des pièces de monnaie, des poids et des mesures, et publie un ouvrage sur ce sujet en 1834. En 1838, il reçoit le titre de citoyen d'honneur de la ville de Londres pour ses services rendus dans le retrait des navires coulés du lit de la Tamise près de Gravesend ; et de 1839 à 1844, il s'occupe de dégager les épaves du H.M.S. Royal George à Spithead et du H.M.S. Edgar à St Helens. Tout ce travail est accessoire à sa grande œuvre consistant à créer un art complet du génie militaire. En 1841, lors de sa promotion au grade de major-général, il est nommé inspecteur général des chemins de fer. En 1846, lorsqu'il quitte cette fonction, il est fait chevalier commandeur de l'ordre du Bain et, jusqu'en 1855, il s'occupe principalement de l'académie militaire de la Compagnie des Indes orientales à Addiscombe. Il est promu lieutenant-général en 1851, colonel commandant du Royal Engineers en 1853 et général en 1860.

### Famille
Charles Pasley s'est marié deux fois.
La première fois, le 25 juin 1814, à Chatham, avec Harriet, fille de W. Spencer Cooper, qui est morte quelques mois plus tard. Son deuxième mariage, célébré à Rochester le 30 mars 1819, est avec Martha Matilda Roberts (morte en 1848). Le couple a six enfants.
Son fils aîné, le major-général Charles Pasley (en) (1824-1890), est un officier distingué du Royal Engineers.

### Mort
Charles Pasley meurt le 19 avril 1861 à Londres.

## Publications
- (en) Practical Architecture : Brickwork, Mortars and Limes, Routledge, 2015, ? éd., 288 p. (lire en ligne).